# 邦熱蘇斯 (北里約格朗德州)
邦熱蘇斯（葡萄牙語：Bom Jesus），是巴西的城鎮，位於該國的東北部，由北里約格朗德州負責管轄，始建於1962年5月11日，面積122平方公里，2012年人口19,566，人口密度每平方公里160.33人。